# 이매뉴얼 쉬
이매뉴얼 충웨 쉬(영어: Immanuel Chung-Yueh Hsu, 1923년 5월 6일~2005년 10월 24일) 또는 쉬중웨(중국어 정체자: 徐中約, 간체자: 徐中约, 병음: Xú Zhōngyuē 서중약[*])는 중국 태생 미국의 역사학자이다.

## 생애
1923년 쉬는 상하이의 개신교 가정에서 태어났다. 그의 형 쉬청빈은 후에 천주교로 개종하고, 천주교 홍콩교구의 주임 신부가 되었다. 1946년 옌징대학을 졸업하였다. 1954년 하버드 대학교 철학박사 학위를 얻고, 일찍부터 캘리포니아 대학교 샌타바버라 역사학과 교수를 맡았다. 1971년, 샌타바버라 분교의 수백명의 교수가 조직한 학술평의회는 서중약을 "연구강좌담임교수"(Faculty Research Lecturer)로 선임하였는데, 이것은 이 학교 최고의 학술명예에 해당한다. 1998년 홍콩 중문 대학에서 윤리학 교수를 담당하였다.
그의 저서로는 《중국의 국제사회진입의 외교, 1858~1888년》(하버드, 1960년), 《이리(伊犁) 위기: 중-러 외교연구, 1871~1881년》(牛津, 1965) 등이 있다. 특히, 《중국근대사》(The Rise of Modern China)는 홍콩 중문 대학에서 2005년에 6판까지 출판되었다.